# Het schnitzelparadijs (film)
Het schnitzelparadijs is een Nederlandse bioscoopfilm van Martin Koolhoven uit 2005.
De film is een zeer vrije bewerking van het gelijknamige boek van Khalid Boudou.
Het schnitzelparadijs stond vijf weken lang op nummer 1. Het was voor het eerst in dertien jaar dat een Nederlandse film zo lang bovenaan stond. De laatste film was Flodder in Amerika (1992). Uiteindelijk trok de film ongeveer 365.000 mensen naar de bioscoop en werd daarmee in 2005 de Nederlandse film met het hoogste aantal bezoekers. Het keukenpersoneel in de film won een gezamenlijk Gouden Kalf voor de "Beste Mannelijke Bijrol".

## Verhaal
Na het behalen van zijn schooldiploma zoekt Nordip een vakantiebaantje en vindt dat bij De Blauwe Gier, een restaurant à la Van der Valk als afwashulp (de zogenoemde sopkok). Nordip krijgt te maken met allerlei culturen in de keuken, twee kibbelende Marokkanen, een Turk met de beste bedoelingen, een duistere ex-Joegoslaaf, een hardrocker als chef en een sadistische hulpkok als diens rechterhand. Nordip wordt dan ook nog eens verliefd op Agnes, het nichtje van de eigenaar van het hotel.

## Rolbezetting
- Noah Valentyn – Nordip Doenia
- Bracha van Doesburgh – Agnes Meerman
- Tygo Gernandt – Goran
- Frank Lammers – Willem
- Mimoun Oaïssa – Amimoen
- Yahya Gaier – Mo
- Linda van Dyck – Nina Meerman
- Gürkan Küçüksentürk – Ali
- Micha Hulshof – Sander
- Sabri Saad El-Hamus – Vader Doenia
- Mohammed Chaara – Nadir Doenia
- Sanne Vogel – Claudia
- Porgy Franssen – Meneer Meerman
- Ruben van der Meer – Portier
- Anniek Pheifer – Meisje in de disco
- Ton Kas – Lastige man

## Achtergrond

### Uitgave en ontvangst
De release van de multicultikomedie werd ondersteund door de release van de single 'Wat Wil Je Doen!' van The Partysquad, ft. Willie Wartaal, Spacekees, Darryl, The Opposites, Heist Rockah en Jayh. Het nummer was een top 10-hit en eindigde op de 105e plaats in het Jaaroverzicht van de top 40 van 2005.
Bij de dvd-release kwam er een nieuwe single uit ('Slaap' van The Opposites), waarin een prominente rol in de videoclip was weggelegd voor acteurs Tygo Gernandt en Yahya Gaier.
Deze clip werd geregisseerd door Martin Koolhoven. Ook dit nummer haalde de top 10. Het was de eerste hit voor The Opposites.
Het schnitzelparadijs werd gemaakt in het kader van het telefilm-project, maar Independent Films besloot reeds voor de film gedraaid werd de film uit te brengen in de Nederlandse bioscopen.
De film werd goed ontvangen door zowel de Nederlandse als de buitenlandse pers. Hij draaide op veel internationale festivals (waaronder Berlijn) en werd door het toonaangevende blad Variety opgenomen in hun Variety Critic's Choice (de 10 beste Europese films van dat jaar, volgens Variety). Het schnitzelparadijs werd aan veel landen verkocht, waardoor hij in veel landen in de bioscoop te zien was.
Het Amerikaanse HBO Comedy Arts Festival in Aspen heeft de prijs voor 'Best Performance in a Foreign Film' toegekend aan acteur Micha Hulshof.

### Schnitzelparadijs, de serie
Een aantal van de acteurs in de film speelden ook mee in de televisieserie, maar de acteurs Noah Valentyn, Bracha van Doesburgh, Mimoun Oaïssa, Mohammed Chaara, Frank Lammers, Sabri Saad El-Hamus en Linda van Dyck keerden niet terug. Ook werd de film geschreven door andere schrijvers en had de regisseur van de film (Martin Koolhoven) niets met de serie te maken. Verder had de serie ook een andere editor, cameraman en artdirector dan de film. De serie was in het najaar van 2008 bij BNN te zien, maar was, in tegenstelling tot de film, niet succesvol. Het bleef daarom bij slechts één seizoen.

## Prijzen en nominaties
- Winnaar Gouden Film
- Nominatie Kristallen Beer, Filmfestival Berlijn
- Winnaar Best Screenplay, Skip City International D-Cinema Festival
- Nominatie Grand Prize, Skip City International D-Cinema Festival
- Winnaar Gouden Kalf, Beste Mannelijke Bijrol - gedeelde nominatie: Yahia Gaier, Tygo Gernandt, Micha Hulshof, Gürkan Küçüksentürk en Mimoun Oaïssa
- Nominatie Gouden Kalf, Beste Regie
- Nominatie Gouden Kalf, Beste Montage
- Nominatie Gouden Kalf, Beste Production Design
- Winnaar Best Performance in a Foreign Film, US Comedy Arts Festival (Micha Hulshof)